# Neriene birmanica
Neriene birmanica là một loài nhện trong họ Linyphiidae.
Loài này thuộc chi Neriene. Neriene birmanica được Tord Tamerlan Teodor Thorell miêu tả năm 1887.